# Rivière du Massacre
Der Grenzfluss Rivière du Massacre (französisch) oder Río Dajabón (spanisch) oder Rivyè Masak (Haitianisch-Kreolisch) trennt Haiti und die Dominikanische Republik im Norden der Insel Hispaniola. Von seiner Quelle fließt er nach Norden und bildet die traditionelle Grenze zwischen beiden Staaten. Er mündet bei dem dominikanischen Küstenort Pepillo Salcedo in den Atlantischen Ozean.

## Lage und Beschreibung
Der Rivière du Massacre ist als Grenzfluss der östlichste Flusslauf Haitis im Département Nord-Est.
Der einzige größere Ort Haitis am Fluss ist Ouanaminthe (rund 20 Kilometer oberhalb der Mündung). Hier befinden sich die einzigen beiden Brücken, die über den Fluss führen und eine (die nördlichste) der vier Grenzstationen zwischen den Nachbarländern darstellen.
An der Küste liegen mehrere lagunenartige Seen beiderseits der Grenze, von denen jedoch kein direkter Zugang zu dem Fluss gegeben ist. 
Stromschnellen und geringe Wassertiefen lassen eine Nutzung des Flusses für die Schifffahrt nicht zu. 
Im Jahr 2023 begannen die Arbeiten an einer künstlichen Wasserstraße, dem „Kanal von Ouanaminthe“, der ein weiträumige Bewässerungssystem im Mündungsgebiet des Flusses ermöglichen soll und zu Auseinandersetzungen mit dem dominikanischen Nachbarn wegen entgehenden Wassermengen führt. In Haiti wird das Projekt als Realisation der Ideale von Jean-Jacques Dessalines gefeiert.

## Bedeutung in der Geschichte
Vor der Ankunft von Christoph Kolumbus im Jahr 1492 und der spanischen Zeit auf Hispaniola nannten die indigenen Taínos den Fluss Watapan.
Eine Erklärung des französischen Namens des Flusses „Rvière Massacre“ ist dessen mehrfache Erwähnung unter dieser Bezeichnung in der 1797 erschienenen Ausgabe der Description de Saint-Domingue von Louis de Saint-Méry in Zusammenhang mit dem Massaker der Spanier an französischen Bukaniern in dieser Gegend im Jahr 1728.
Ferner befahl im Jahr 1937 der dominikanische Diktator Rafael Trujillo haitianischen Bauern, die sich in großer Zahl auf dem rechten (dominikanischen) Ufer niedergelassen hatten, aber keine offiziellen Genehmigung dafür besaßen, wieder auf die haitianische Seite des Flusses zu wechseln. Nur wenige gehorchten und so erhielt die dominikanische Armee den Befehl, die verbleibenden mit Gewalt zu vertreiben. Dies führte zu einem Blutbad, bei dem über 20.000 Haitianer starben.
Die Grenze wurde als Konsequenz im Norden geschlossen und erst während der Regierungszeit von Salvador Jorge Blanco (1982–1986) wieder geöffnet.
Im Jahr 2023 veranlasste der dominikanische Präsident Luis Abinader die erneute Schließung der Grenze zu Haiti wegen eines Streits um das Wasser des Flusses. Im Jahr 2024 dauerten die Streitigkeiten zwischen den beiden Ländern über die Nutzung und Verwaltung der Wasserressourcen des Flusses an. Fragen der illegalen Einwanderung von haitianischen Flüchtlingen angesichts der Krise in Haiti seit 2018 haben die Lage weiter verschärft.